# Sendemast Krynice
Koordinaten: 53° 13′ 52″ N, 23° 1′ 34″ O

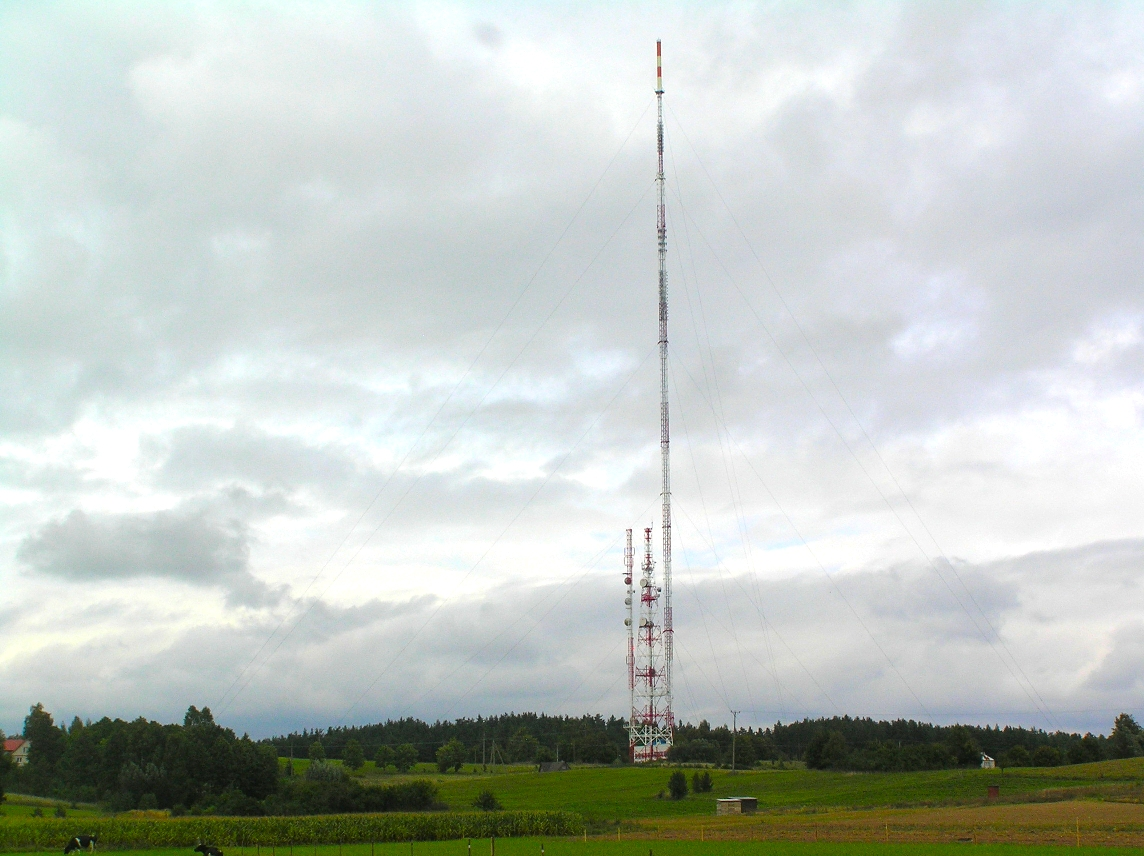
Sendemast Krynice

Der Sendemast Krynice koło Białegostoku ist ein 331 Meter hoher, abgespannter Sendemast für die Verbreitung von UKW- und Fernsehprogrammen. Die 1996 errichtete Stahlfachwerkkonstruktion ist nach dem Dorf Krynice bei Białystok benannt.
Seit dem Einsturz des Sendemasts Konstantynów (Radio-Warschau-Mast) ist der Sendemast Krynice das siebthöchste Bauwerk Polens. In der Nähe ⊙ des Sendemasts Krynice gibt es einen zweiten Mast mit einer Höhe von 226 Metern.

## Programme

### TV-Programme (Analog)
| Programm       | Frequenz   | Kanal | Sendeleistung |
| -------------- | ---------- | ----- | ------------- |
| TVP1           | 191,25 MHz | 8     | 80 kW         |
| TVP2           | 479,25 MHz | 22    | 400 kW        |
| TVP3 Białystok | 583,25 MHz | 35    | 100 kW        |

### Hörfunk-Programme
| Programm                    | Frequenz   | Sendeleistung |
| --------------------------- | ---------- | ------------- |
| PR1                         | 92,30 MHz  | 30 kW         |
| PR3                         | 96 MHz     | 30 kW         |
| Radio Racja                 | 98,10 MHz  | 120 kW        |
| rb (Radio Białystok)        | 99,40 MHz  | 30 kW         |
| RMF FM (Radio Muzyka Fakty) | 100,20 MHz | 120 kW        |
| Radio Maryja                | 104,70 MHz | 120 kW        |
| Radio ZET                   | 107,30 MHz | 120 kW        |